# Danza contemporánea en México

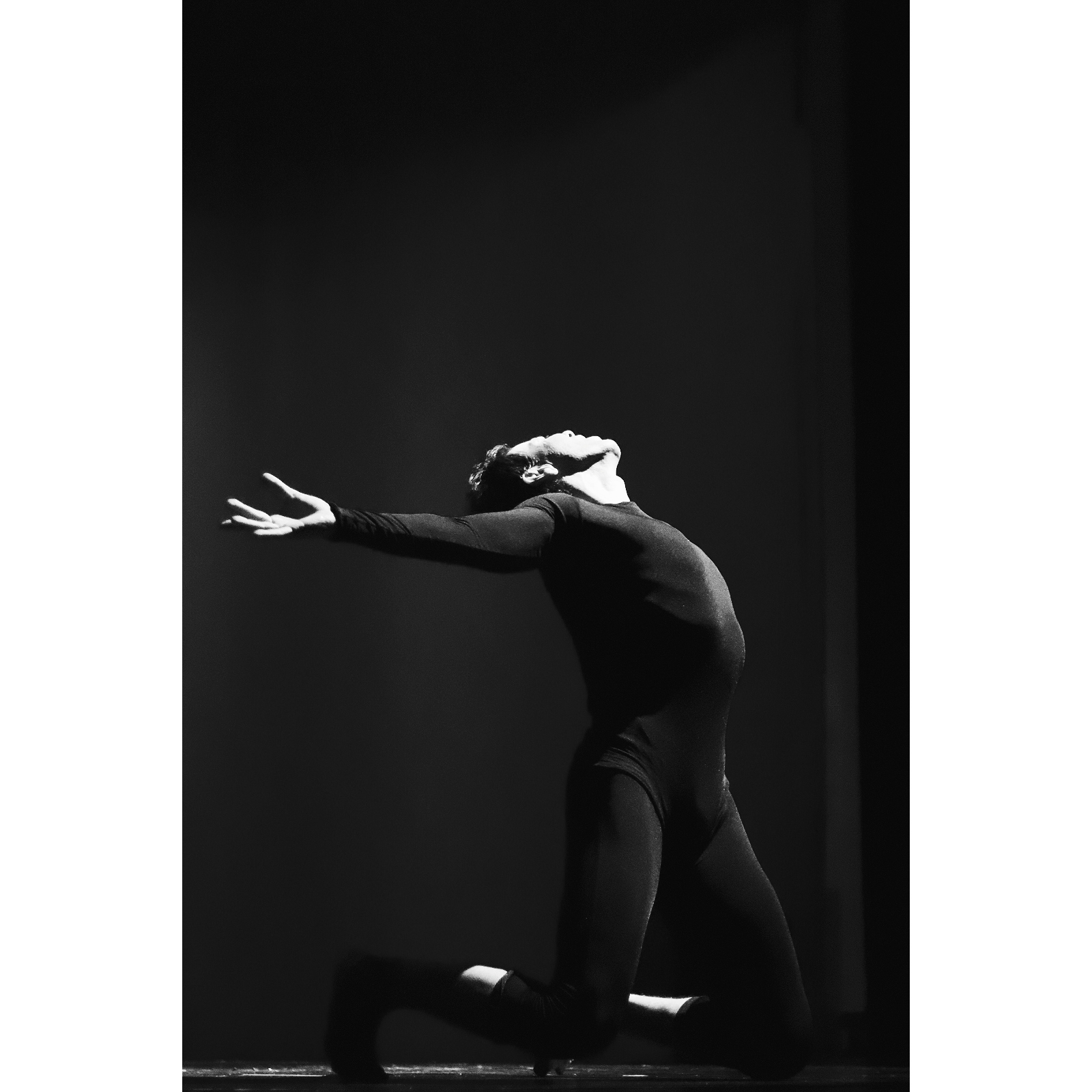
Solo de danza contemporánea "Extracto de la Traviata" interpretado y creado por el bailarín y coreógrafo mexicano Jesús Tussi en el "Festival 2019" de la academia Danza del Sol México en Santiago de Querétaro. Fotografía de Gustavo Arroyo.

La danza contemporánea en México se comenzó a desarrollar a finales del siglo XX como resultado de la conjunción de diferentes movimientos dancísticos en el país que estaban influenciados en gran medida por la intención de retomar el nacionalismo en el arte, además de la manifestación del expresionismo. En la década de los cincuenta, el trabajo de bailarines nacionales y extranjeros comenzaron a impulsar el desarrollo de formas tradicionales de la danza en la República, a partir de ello comienza una búsqueda constante del uso de diferentes espacios como foros y recintos para conformar una cultura de la danza en México. Comienzan a aparecer distintas propuestas escénicas como la opera, el cancán, los bailes excéntricos, danzas mexicanas, espectáculos de variedades, etcétera.

## Antecedentes
A principios del siglo XX se desarrolló un movimiento cultural con tendencias modernistas caracterizado por una búsqueda constante de la recuperación del nacionalismo mexicano, que se reflejó después de la revolución. Se tomó a la danza como un medio de expresión con la función de  retomar las costumbres prehispánicas. 
En 1921 en el edificio de la Secretaria de Educación Pública (SEP), se comenzó  a organizar una gran cantidad  de espectáculos de danza  con temas alusivos al nacionalismo. Además  se utilizó a la instalación  como sede de salones donde se enseñarían técnicas sobre danza clásica. Lo anterior fue un proyecto desarrollado por José Vasconcelos  con el fin de incrementar la difusión de actividades artísticas en donde se le dio un mayor peso a la danza como disciplina.
En 1960 se comenzaron a expandir movimientos expresionistas en Estados Unidos, donde jóvenes abrieron nuevos panoramas en la danza; los escenarios ya no estaban solamente en  teatros, también se encontraban en la calle, museos, azoteas, parques, etc. Este movimiento americano fue una influencia directa para los ejecutantes y coreógrafos mexicanos que comenzaban la búsqueda de nuevas formas de expresión que estuvieran enfocadas a los sentimientos de los individuos como partícipes de una sociedad cambiante.

## Desarrollo
La corriente se comenzó a desarrollar en 1960,  pero su incorporación completa se da a partir de los 80.  Durante el sexenio de José López Portillo (1976-1982) se especulaba gran abundancia financiera respaldada en los recursos petroleros, lo que dio paso a un acceso mayor de las clases medias a la cultura y al arte. Fue en ese periodo donde se crearon instituciones con el fin de difundir la disciplina, además de que se abrieron espacios de creación y festivales que fueron aprovechados por los bailarines.
Dentro de las instituciones que se unieron a la difusión están las siguientes:
Instituto Nacional de Bellas Artes (INBA)
Universidad Nacional Autónoma de México (UNAM) Universidad Autónoma Metropolitana  (UAM) Instituto Politécnico Nacional (IPN) Fondo Nacional para Actividades Sociales  (Fonapas).
Del 19 de julio hasta el 2 de agosto de 1981 se realizó el 1er Festival Nacional de Danza, fue un proyecto que se dio con el fin de incentivar la enseñanza y el aprendizaje de técnicas dancísticas en México, además de descentralizar el conocimiento de la parte central del país, llevándolo a la población residente en provincia.

## Características
Las características principales de la danza contemporánea en México están directamente relacionadas con el movimiento que se dio a nivel internacional. La confluencia de distintas artes  es parte fundamental en la creación de coreografías; la danza se dramatiza, es decir, que se utiliza al teatro como recurso para incluir la caracterización a la par de movimientos corporales.
La entrada de nuevas técnicas y propuestas pedagógicas en el campo del baile permitieron un desenvolvimiento general de los coreógrafos y bailarines que dio paso  a la expansión general de la corriente.  Lo anterior refleja la ruptura que se dio con el ballet clásico.
Se procuró también el apego al contexto en que se podría desarrollar cualquier coreografía, punto fundamental para su creación, ya que permitiría una profundización en la mente de los personajes y su posición en  la historia.
La entrada del género masculino a la danza, es otro factor característico, pues se rompía con estereotipos sobre la ocupación que los hombres podían tener en el ámbito laboral o deportivo.

## Compañías
Se reconocen aproximadamente 32 compañías de danza en México. Sin embargo, han ido incrementando con el paso del tiempo. A continuación se mencionan algunas de las más influyentes en la escena de la danza mexicana:

### Aksenti
Compañía coreográfica que surgió en 1991 fundada por Duane Cochran, se conforma después de ganar el XII Premio Nacional de Danza Contemporánea. Obtuvo el reconocimiento después de la interpretación de Lazos, coreografía realizada por el director. En 1993 realizaron una gira por Brasil.

### Antares
Antares Danza Contemporánea, compañía independiente radicada en Hermosillo, Sonora, se ha dedicado durante 30 años a indagar en las pasiones y en la animalidad del alma humana para trasladar sus hallazgos al escenario, de la mano de su director y fundador Miguel Mancillas.

### Ballet Independiente
Se creó en 1966 por Raúl Flores Canelo y otros bailarines. La compañía estuvo subsidiada por el INBA  y la enseñanza estuvo bajo coreógrafos nacionales e internacionales. Realizaron giras alrededor de la República Mexicana. La directora de la compañía, Magnolia Flores, decidió cerrarla en 2018.

### Ballet Nacional de México
Se fundó en 1948 bajo la dirección de Guillermina Bravo, se creó con la intención de formar coreógrafos y  su influencia dancística tuvo un gran peso dentro de la escena mexicana.

### Compañía Nacional de Danza
Pese a que los orígenes de esta compañía se remontan a la creación del Ballet Clásico de México en 1963, actualmente la CND se define como una compañía que busca promover la contemporaneidad artística al impulsar la exploración de nuevas expresiones dancísticas a nivel nacional e internacional.

### Arte Móvil Danza Clan
Desde su creación, Arte Móvil Danza Clan ha sido citado como “la compañía de danza contemporánea más importante del estado de Nuevo León” gracias a su trayectoria, creatividad y capacidad para atraer tanto al público como a la crítica. El Clan fue una compañía independiente de danza contemporánea originaria de Monterrey, Nuevo León, fundada en 1989 por Ruby Gámez Premio Nacional de Danza José Limón 2020, Coreógrafo, intérprete y docente de Danza Contemporánea, y Judith Téllez bailarina y coreógrafa egresada de la Escuela Superior de Música y Danza de Monterrey, directora del Laboratorio de Movimiento y gestora del proyecto Danza para tus Ojos .

### Cuerpo Etéreo
Compañía fundada en 1997 en Monterrey, Nuevo León, bajo la dirección artística y coreográfica de Jaime Sierra y Brisa Escobedo. La obra de la compañía se caracteriza por un natural impulso a precipitar soluciones formales y a no demorarse excesivamente en los desarrollos, lo que los convierte en acertados dramaturgos y coreógrafos de piezas cortas, con un apreciable dominio técnico.

### Teoría de Gravedad
Se fundó en Monterrey en 1993 por los maestros Ruby Gámez, una de las figuras más importantes de la danza regiomontana y del norte del país, y Aurora Buensuceso, actual directora y destacada bailarina. La compañía ofrece obras tanto para espacios convencionales como urbanos o alternativos. Se ha presentado en festivales de México, Canadá, Estados Unidos, Colombia, Cuba e Italia.
Esta compañía ha obtenido becas y apoyos del Fondo Nacional para la Cultura y las Artes y Consejo para la Cultura y las Artes de Nuevo León, así como del Programa México en Escena. Ha impulsado 15 ediciones del Festival de Danza Urbana de Nuevo León.